# 宏雅園
宏雅園是清朝中期北京的一個園林，位於暢春園以東。清聖祖康熙年間，在宏雅園的原址修建翰林院公所，作為翰林的居所。乾隆年間，此處一度為鄭恭親王的宅園。馬戛爾尼使團訪問清朝期間，部分英國人曾在此居住。乾隆後期宏雅園被內府收回。